# Kristeligt Forbund for Studerende
Kristeligt Forbund for Studerende (KFS) er en dansk evangelisk-luthersk forening for studerende. Den er stiftet i 1956. Der findes KFS-grupper på gymnasier og videregående uddannelser. Foreningen har en tæt uformel forbindelse til Indre Mission, Luthersk Mission og Evangelisk Luthersk Missionsforening.
KFS er vokset fra at være en gruppe på otte i København til en landsdækkende bevægelse med 1180 unge medlemmer på ungdomsuddannelser og videregående uddannelser i 2018.
Ydermere findes der 14 KFS' lokalforeninger fordelt i hele landets fem regioner (2018).
KFS fejrede den 14. september 2006 sin 50 års fødselsdag og udgav jubilæumsbogen Kend Jesus – gør Jesus kendt redigeret af Søren Kiilerich.
Forbundets teologiske grundlag er Biblen. Herunder:
- De bibelske Skrifter som Guds inspirerede, fuldt troværdige og urokkelige ord og eneste kilde og norm for kristen tro, lære og liv.
- Den danske Folkekirkes evangelisk-lutherske bekendelse som sand og forpligtende tolkning af De bibelske Skrifter [2]

Hvert år afholder KFS to store nationale konferencer, som hedder henholdsvis Discipeltræf og Påskelejr. Discipeltræf foregår i starten af efterårsferien, og her er deltagertallet 450 gymnasieelever. Påskelejr afholdes i starten af påskeferien, og  her deltager ca. 650 gymnasieelever og universitetsstuderende. I påsken 2019 lavede TV2 Østjylland et indslag i forbindelse med afholdelsen af Påskelejr. Arkiveret 18. april 2019 hos  Wayback Machine Begge konferencer afholdes i Skanderborg.

## Historie
- 1956: I København begynder en gruppe for kristne studerende – dengang kaldet Credo.
- 1958: Man laver en lignende gruppe i Århus.
- 1963: Første gruppe på et gymnasium bliver grundlagt.
- 1967: KFS bliver medlem af IFES (International Fellowship of Evangelical Students).
- 1976: Credo Forlag bliver stiftet.
- 1990: LTC (KFS' Ledertræningscenter) grundlægges i Ødsted ved Vejle.
- 2008: Credo Forlag bliver en del af Forlagsgruppen Lohse.
- 2008: KFS' landskontor flytter fra København til byen Ødsted nær Vejle.
- 2013: KFS bliver en medlemsorganisation.
- 2015: KFS bliver optaget i Dansk Ungdoms Fællesråd (DUF) [3]

## Generalsekretærer
- 1962-1970: Niels Ove Vigilius (født Rasmussen)
- 1970-1977: Flemming Kofod-Svendsen
- 1977-1984: Finn Kappelgaard
- 1984-1991: Ingolf Henoch Pedersen
- 1991-1998: Leif Andersen
- 1998-2003: Henrik Nymann Eriksen
- 2003-2007: Henrik Laursen
- 2007-2008: Daniel Kristiansen
- 2008-2016: Robert Bladt
- 2016-: Christian Rasmussen

## Kristeligt Forbund for Studerende Ledertræningscenter
Kristeligt Forbund for Studerende Ledertræningscenter (forkortet LTC) er en uofficiel højskole og blev grundlagt i 1990 i byen Ødsted ved Vejle. Ledertræningscenteret har en kapacitet på 16 elever, som minimum er 18 år gamle og skal have færdiggjort en gymnasiel uddannelse inden for 3 år før optagelse. Da skolen ikke er en genuin folkehøjskole, adskiller den sig blandt andet ved ikke at have køkkenpersonale og er heller ikke en særegen institution.
Eleverne kaldes LTC'ere, og de modtager undervisning, hyppigst indenfor kristendommen og teologien, men indeles også i teams, hvor de styrker KFS' gymnasie- og studenterarbejde rundt i Danmark. Optagelse sker gennem en ansøgningsproces. 
Den nuværende forstander er Jakob Højlund. (2019)
Et ophold på LTC er opdelt i henholdsvis et Basis- og overbygningsforløb. Basisforløbet strækker sig fra start august til nytår, men overbygningen er fra nytår til start maj. Det er muligt blot at være elev på basisforløbet og efterfølgende stoppe, men man kan ikke nøjes med overbygningen alene.